# Igles Corelli
Igles Corelli (Argenta, 15 agosto 1955) è un cuoco e personaggio televisivo italiano.
Durante la sua carriera come  chef è stato insignito di cinque stelle dalla guida Michelin.

## Biografia
Nato il 15 agosto 1955 ad Argenta (FE), Igles Corelli inizia a lavorare nel settore della cucina nel 1979 aprendo il suo primo ristorante, Il Trigabolo nel centro storico del suo paese natale,  dove conosce e guida il futuro collega Bruno Barbieri, originario di Medicina, nel Bolognese; da parte sua Barbieri ha più volte dichiarato di ritenere Corelli il suo unico mentore. Il Trigabolo rivoluziona la cucina dei grandi ristoranti: ottiene due stelle Michelin. Nei primi anni 1990, all'apice del successo, il ristorante chiude, proprio quando la Michelin era pronta ad assegnargli la terza stella. Il riconoscimento viene comunque assegnato ad honorem.

Nel 1996 Corelli apre a Ostellato il ristorante Locanda della Tamerice, che riscontra anch'esso un notevole successo, facendogli guadagnare una stella Michelin. Nel 2010 apre il suo terzo ristorante, dal nome Atman, inizialmente collocato nel centro di Pescia (PT), dove otterrà una stella Michelin dopo soli 10 mesi dall'apertura; dal 2015 il ristorante viene trasferito nella vicina Lamporecchio all'interno di Villa Rospigliosi, riconfermando la stella.
Corelli è apparso anche in diversi programmi televisivi quali Unomattina, Linea Verde e L'Italia sul 2, oltre ad aver partecipato come ospite all'ultima puntata della sesta edizione di MasterChef Italia. Conduce anche la rubrica "Il gusto di Igles" del canale televisivo Gambero Rosso Channel.

## Premi e riconoscimenti

### Il Trigabolo
- 2 Stelle Michelin

### Locanda della Tamerice
- 1 Stella Michelin

### Atman
- 1 Stella Michelin

### Atman Villa Rospigliosi
- 1 Stella Michelin

## Pubblicazioni
- Saperi e sapori, 1990.
- In cucina con Igles Corelli, 2004.
- Selvaggina, 2004.
- Con il cucchiaio, 2005.
- Barbecue d'autore, 2007.
- Di zucca in zucca e Rosso pomodoro, 2009.
- Manuale di cucina. Carne e cucina garibaldina, 2011.
- Igles³, 2013.